# Nzema East Municipal District
Koordinaten: 5° 6′ N, 2° 12′ W
Der Nzema East District ist ein Distrikt in der Western Region im  westafrikanischen Ghana. Der Distrikt liegt an der Küste des Golfes von Guinea im äußersten Südwesten des Landes. Größter Fluss des Distriktes ist der Ankobra, das Gebiet ist eines der regenreichsten von Ghana.

## Bevölkerung
Die Bevölkerung besteht aus fünf verschiedenen ethnischen Gruppen, von denen die Nzema die bedeutendste sind, aber auch Twi und Fante werden gesprochen. Etwa 75 % leben (nach ghanaischen Maßstäben) in ländlicher Umgebung, etwa 25 % in städtischen Räumen.

## Infrastruktur
Es gibt 50 Kilometer Fernstraßen innerhalb des Distriktes, von denen etwa 20 Kilometer asphaltiert sind und zur Nationalstraße 1 gehören.

## Sehenswürdigkeiten
Zu den touristischen Sehenswürdigkeiten zählen neben den Stränden des Distrikts mit Fort St. Anthony eines der ältesten Festungswerke in Ghana, das um 1500 von den Portugiesen erbaut wurde.

## Wirtschaft
Die meisten Bewohner des Distriktes sind Bauern, Hauptanbauprodukte sind Kokosnüsse, Kakao, Gummi und Zuckerrohr. Dazu kommen Kassava, Mais, Reis, Yams und Plantain (Kochbanane). Die Kokosnüsse werden teilweise im Distrikt weiter zu  Kokosöl verarbeitet und so in die großen Städte des Landes verbracht. Die Abfallprodukte dieser Verarbeitung dienen als preiswertes Futter für die verbreitete Schweinehaltung. Auch die Hühnerhaltung ist ein Wirtschaftsfaktor. Von großer Bedeutung ist die Fischerei. Makrelen, Sardinen, Heringe und Thunfische werden gefangen. An mineralischen Rohstoffen kommen Kaolin, Silicium, Mangan, Granit und Gold vor, die von kleineren Bergbaugesellschaften abgebaut werden.